# 中嶋史子
中嶋史子（なかじま ふみこ、1967年頃 - ）は、日本のデザイナー。ぐんまちゃんの生みの親である。

## 経歴・人物
群馬県碓氷郡松井田町（現・安中市）に生まれる。
前橋市立元総社中学校を経て群馬県立前橋女子高等学校に進学。在学中は「LRI」という漫画研究会に所属。この頃の友人の中には漫画家になった者も多くいる。自身はストーリーを考えるのが苦手だったこともあり、キャラクターデザインに関心を持つ。群馬法律専門学校（現・群馬法科ビジネス専門学校）に進学。在学中はデザイン事務所のアルバイトで広告のイラストカットもたくさん書いたが、就職先は安定を重視して県庁職員となる。
県庁職員として勤務中、転機が訪れる。1994年に開催される第3回全国知的障害者スポーツ大会（ゆうあいピック群馬大会）のマスコットキャラクターコンペである。当時、イラストの制作は手書きが主流だったが、コンペのためにMacのパソコンを購入し、3か月間毎日2-3時間をつぎ込んで「ゆうまちゃん」（現・ぐんまちゃん）を制作。それが優勝してしまい、現在に至るまで群馬県のゆるキャラを務めている。52歳のときフリーランスとなる。
2010年2月22日、群馬県庁で行われたぐんまちゃんの誕生日イベントで、「お母さん」としてぐんまちゃんにケーキを贈った。
群馬県の広報誌『ぐんま広報』に、2020年5月号より4コマ漫画『ぐんまちゃん異世界物語　名もなきハニワ』を掲載。
2021年7月1日、FMぐんまとtsulunos（群馬県の公式YouTubeチャンネル）の同時配信に出演。

## 作品
- ぐんまちゃん - 群馬県
- 「オコジョのコジョ」と「ヤマネのマネ」 - 「おぜのかみさま」リーフレット[5][6]
- ことほぎちゃん - ことほぎ（前橋市朝日町）
- 満福ゴリオ - 社会福祉法人群馬県社会福祉協議会・福祉人材センター（前橋市新前橋町）[7]
- いえまるくん - 株式会社本間工業（新潟市東区中山）[8]
- アマビエ様 - 有限会社中村染工場（群馬県高崎市常盤町）[9]